# Konrad-Heresbach-Gymnasium
Das Konrad-Heresbach-Gymnasium ist das ältere der beiden Gymnasien in Mettmann. Die Schule ist nach dem 1496 in Obmettmann geborenen Humanisten Konrad Heresbach benannt.

## Geschichte
Die Schule erhielt im Jahre 1904 ihre offizielle Anerkennung als öffentliche Lehranstalt, ihre Geschichte geht als Privatschule der evangelischen Kirchengemeinde allerdings bis in das Jahr 1857 zurück. 1926 zog die Schule in das alte preußische Lehrerseminar, dem heutige Rathausgebäude der Stadt. 1932 wurde die Schule zum Gymnasium, in dem fortan sowohl Jungen als auch Mädchen unterrichtet wurden. 1935 erfolgte die Vergabe der ersten Abiturzeugnisse. Während der Zeit des Nationalsozialismus wurde 1938 aus der höheren Schule wieder eine Oberschule für Jungen. Die Mädchen wurden in einen hauswirtschaftlichen Zweig verwiesen. Im Jahr 1943 musste die Schule das Gebäude an die Kreisverwaltung abtreten und zog für etwa zwei Jahrzehnte in das kleinere Gebäude des späteren Kreiswehrersatzamtes. In den 1950er Jahren entstand die Planung eines neuen Schulgebäudes hinter dem Rathaus. Der Neubau wurde 1962/63 fertiggestellt. Seitdem trägt die Schule den Namen des 1496 in Mettmann geborenen Humanisten Konrad Heresbach. 1964 wurde der Bau um einen weiteren Trakt erweitert, in dem Realschüler aus dem Kreis Mettmann in besonderen Klassen auf das Abitur vorbereitet wurden. Aufgrund der stark steigenden Schülerzahlen erfolgte 1966/67 ein weiterer Anbau auf dem Schulhof. Mit der Gründung des zweiten Mettmanner Gymnasiums sanken die Schülerzahlen seit 1980 kontinuierlich wieder. Seit 1988 kooperiert das Konrad-Heresbach-Gymnasium im Kursbereich der gymnasialen Oberstufe mit dem Heinrich-Heine-Gymnasium. Während in den späten 2000er Jahren viele nordrhein-westfälische Gymnasien den gebundenen Ganztag einführten, blieb das Konrad-Heresbach-Gymnasium ein klassisches Halbtagsgymnasium mit partiellem Nachmittagsunterricht und optionaler Ganztagsbetreuung. Die Umstellung der Gymnasien auf das G8 und der daraus resultierende Nachmittagsunterricht machte den Bau einer Mensa notwendig. 2011 wurde der Mensa-Anbau mit vier darüber liegenden Klassenräumen fertiggestellt. In den Jahren 2012 bis 2014 erfolgte eine groß angelegte Schulhofsanierung.

## Pädagogische Schwerpunkte
Das Konrad-Heresbach-Gymnasium verfolgt die Leitidee des Lernens in sozialer Verantwortung und versteht sich als Lern- und Lebensort. Werteerziehung (insbesondere Respekt und Verantwortung) und die Bildung zur nachhaltigen Entwicklung stellen aktuellen Schwerpunkte der pädagogischen Arbeit dar. Aktuell bietet die Schule in der Erprobungsstufe auch Projektklassen an, die sich in zeitlich begrenzten, fächerübergreifenden Projekten bestimmten Themen der Nachhaltigkeit widmen.

## Kooperationen
Mit dem ebenfalls in Mettmann gelegenen Heinrich-Heine-Gymnasium besteht eine Kooperation für verschiedene Fächerangebote in der Oberstufe. Mit der Hochschule Bochum Campus Velbert/Heiligenhaus besteht eine Kooperation im Bereich des Wahlpflichtfaches Informatik. Zudem kooperieren die Wirtschafts-AG und die Berufsorientierung mit der in Mettmann ansässigen FONDIUM.

## Persönlichkeiten
- Andreas Meurer, Musiker der Band Die Toten Hosen
- Wolfgang Reuter, Theologe und Hochschullehrer
- Birger Scholz, Finanzwissenschaftler und politischer Beamter
- Kai Schwertfeger, Fußballspieler
- Ingeborg Spoerhase-Eisel, Politikerin (CDU), 1999–2004 Justizministerin des Saarlandes
- Rainer Wörlen, Rechtswissenschaftler